# Touchdown Entertainment
Touchdown Entertainment, Inc., сокращённо Touchdown Entertainment — филиал американской частной компании Monolith Productions, основной задачей которого является разработка и поддержка игровых движков Lithtech и Copperhead. Как и материнская компания, офис Touchdown Entertainment расположен в городе Белвью, штат Вашингтон, США. Президентом и CEO Touchdown Entertainment является Джеффри Хатт (англ. Jeffery Hutt).

## История
Первая игра компании Monolith — Blood — использовала сторонний игровой движок Build Engine. Однако уже для следующих своих игр Shogo: Mobile Armor Division и Blood II: The Chosen, которые вышли в 1998 году, Monolith разработала свой собственный игровой движок Lithtech версии 1.0, причём разработка велась в тесном сотрудничестве с Microsoft. Он использовался и в последующих играх компании, постоянно совершенствуясь и меняясь. Также Monolith сделала движок Lithtech доступным для лицензирования сторонним компаниям.
В феврале 2000 года штат сотрудников, который работал над движком, был выделен в отдельный офис.
В марте 2003 года было заявлено, что офис по разработке Lithtech теперь называется «Touchdown Entertainment».
Также 12 марта 2003 года было сообщено, что наряду с разработкой и поддержкой серии движков Lithtech, студия Touchdown Entertainment будет заниматься разработкой нового игрового движка Copperhead, который, в отличие от Lithtech, будет ориентирован на консоли, а не на ПК. Этот движок будет разрабатываться для компании Radical Entertainment и в сотрудничестве с ней. Движок был ориентирован на платформы PlayStation 2, Xbox, GameCube и PC.
20 июня 2003 года сайт GameShark.com опубликовал интервью с CEO Touchdown Entertainment Джеффри Хаттом (англ. Jeffery Hutt), в котором последний рассказывал о движке Copperhead и о самой компании.
В 2004 году Touchdown Entertainment начала разработку своей первой собственной игры — шутера от первого лица Chicago Enforcer, действия которой разворачиваются в США в межвоенный период, а протагонистом является один из помощников Аль Капоне. Игра вышла в феврале 2005 года эксклюзивно для Xbox, издателем выступала японская компания Kemco. Игры была подвергнута разгромной критике от игровых журналистов, которые отрицательно отозвались обо всех аспектах игры, включая «ужасную» графику. Согласно GameStats, средний рейтинг игры составляет 40 % на основании восьми рецензий.
23 июня 2005 года Touchdown Entertainment анонсировала выпуск последней на данный[какой?] момент версии движка Lithtech — Lithtech Jupiter Extended (EX). Движок вместе с средствами разработки игр стал доступен для лицензирования сторонними компаниями. Первая игра от Monolith на движке Jupiter Extended — F.E.A.R. — вышла через четыре месяца после выпуска движка, в октябре.
Между 2005 и 2007 годами Touchdown Entertainment сменила своё местоположение с Керкленда на Белвью.
29 августа 2007 года южнокорейская компания GameHi лицензировала Jupiter Extended для использования в своих PC-играх.
8 июля 2008 года минская компания ELIGAME Studio заявила о том, что она будет заниматься распространением движков Lithtech Jupiter и Jupiter EX в странах Восточной Европы.